# 马克·邓普西
马克·詹姆斯·邓普西（英語：Mark James Dempsey，1964年1月14日—） 是一名英格兰足球教练和退役球员。
登普西出生于曼彻斯特的克伦普索尔。他曾效力于曼联、斯温顿、谢菲尔德联、切斯特菲尔德、罗瑟勒姆、麦克尔斯菲尔德。在移居挪威之前，他曾担任曼联青年队教练。他有六个孩子，其中两个是领养的。 

## 教练生涯
2009年2月，他在特罗姆瑟担任青训教练职务。 2010年11月9日，邓普西加盟莫尔德，成为新任主帅索尔斯克亚的助理教练。 2014年1月，在马尔基·马凯被解雇后，他跟随索尔斯克亚来到卡迪夫城，担任助理教练。

### 海于格松
2016年，邓普西在2015赛季结束后接替乔斯坦·格林豪格，成为海于格松的主教练。邓普西于2016年7月14日辞去海于格松主教练职务。

### 尤尔格丹
2016年8月，邓普西成为瑞典顶级球队尤尔格丹的主教练。 

### 回归莫尔德
2016年12月29日，莫尔德宣布邓普西以助理教练的身份重返俱乐部。

### 斯达
2017年12月1日，登普西被任命为斯达的主教练 2018年5月18日，登普西因成绩不佳而被斯达解雇。 

### 孔斯温格
2018年6月11日，邓普西被宣布为挪威二级俱乐部孔斯温格的新任主教练

### 曼联
2018年12月何塞·穆里尼奥离开后，邓普西作为看守主教练索尔斯克亚教练组的一员回到曼联，担任技术教练的角色。 2019年，当曼联在澳大利亚进行季前赛时，邓普西生病并入院治疗。随后，他在接下来的几个月内休假，2019年12月重返岗位。 2022年，他作为挪威U21教练团队的一员，成功指导挪威U21队获得参加2023年夏天在罗马尼亚和格鲁吉亚举行的欧洲U21决赛的资格。

## 教练统计
最後更新：match played 11 November 2018
| 海于格松    | 2016年1月1日  | 2016年7月14日  | 19 | 10 | 5  | 4  | 52.6 |
| 尤尔格丹    | 2016年8月3日  | 2016年11月6日  | 14 | 9  | 1  | 4  | 64.3 |
| 斯达        | 2017年12月1日 | 2018年5月18日  | 10 | 1  | 1  | 8  | 10.0 |
| Kongsvinger | 2018年7月12日 | 2018年11月13日 | 15 | 6  | 4  | 5  | 40.0 |
| Total       | Total         | Total          | 58 | 26 | 11 | 21 | 44.8 |